# Verzorgingsplaats Friezenberg
Verzorgingsplaats Friezenberg is een voormalige verzorgingsplaats die lag aan de A1 tegenover verzorgingsplaats Elsenerveld ter hoogte van de gemeente Hof van Twente tussen afrit 27 (Markelo, N320/N755) en afrit 28 (Rijssen, N347).
De verzorgingsplaats heeft zijn naam te danken aan een berg in het naastgelegen natuurgebied in Markelo. Deze Friezenberg heeft een hoogte van veertig meter boven NAP en is ontstaan door het achtergebleven materiaal van zand, grind en stenen dat meegevoerd werd door het ijs in de ijstijd. In het natuurgebiedje zijn verder nog een dertigtal grafheuvels te vinden.
Halverwege 2003 werd de verzorgingsplaats gesloten.
A1: De Haar · Elsenerveld · Friezenberg · Jool-Hul  
A2: Proostwetering · De Rooijen · Zwartehof · Heezerhut · Aalsterhut  
A4: Leiburg · Oostvliet  
A6: De Monnik  
A9: Amstelveen · Hammerstein  
A12: Mollebos · De Heul · De Roode Haan  
A15: Zeekade · Kraaienbos · De Laar · Topsweerd · Groenendijk  
A16: Krabbenbosschen · Mastbos  
A17: Kapelberg  
A20: Aalkeet  
A27: Bosberg  
A28: Holkerveen · Nunspeet-Noord · Nunspeet-Zuid  
A50: Meilanden · Kabeljauw  
A58: Krabbenbosschen · Mastbos · Sloedam  
A59: Tollenaer · 't Vaerland  
A67: De Gender · De Blauwe Klei  
A79: Keelbos · Ravensbos  
A326: Rolenhof